# Engelbert Neyer
Engelbert Neyer, eigentlich: Johann Josef Engelbert Neyer, (* 13. November 1880 in Tschagguns; † 2. Mai 1957 in Schruns) war ein österreichischer Politiker (CSP), Landwirt, Händler und Betreiber eines Feinkostgeschäftes. Er war von 1923 bis 1928 Abgeordneter zum Vorarlberger Landtag sowie Vizebürgermeister von Schruns.

## Ausbildung und Beruf
Engelbert Neyer absolvierte die Volksschule in seinem Heimatort Tschagguns und war beruflich als Landwirt tätig. Er betrieb zudem einen Handel mit landwirtschaftlichen Produkten bzw. einen Milchhandel und führte in der Folge ein Feinkostgeschäft in Schruns.

## Politik und Funktionen
Neyer war Mitglied der Christlichsozialen Partei und lokalpolitisch als Vizebürgermeister der Gemeinde Schruns tätig. Neyer kandidierte bei der Landtagswahl 1923 für die Christlichsoziale Partei im Wahlbezirk Bludenz und wurde am 6. November als Abgeordneter des Wahlbezirkes Bludenz bzw. Vertreter der Christlichsozialen Partei im Vorarlberger Landtag angelobt. Er gehörte dem Landtag bis zum Ende der Legislaturperiode am 1. April 1928 an. Des Weiteren war Neyer Mitglied im Sanitätsausschuss des Vorarlberger Landtags. 
Neyer war Mitglied des Montafoner Kriegs- und Kameradschaftsbundes und wirkte dort als Schriftführer und Fähnrich. Er engagierte sich zudem als Mitglied des Österreichischen Wirtschaftsbundes und übernahm im Jahr 1945 die Funktion des Bezirksobmanns des Montafons. Des Weiteren war er als Mitglied der Freiwilligen Feuerwehr Gantschier aktiv und hatte die Funktion des Feuerwehrkommandaten inne. Zudem war Neyer 1942 Mitglied des Schrunser Kirchenrates.

## Privates
Engelbert Neyer war der Sohn des Landwirte-Ehepaars Josef Anton Aurel Neyer  (1838–1893) und Anna Maria Neyer (* 1851), geborene Schappler, wobei seine beiden Elternteile in Tschagguns geboren wurden. Engelbert Neyer heiratete am 19. April 1909 in Bartholomäberg Seraphina Neyer (1854–1920). Nach dem Tod seiner ersten Gattin heiratete er am 17. Jänner 1921 in Bregenz die Montafoner Trachtenstickerin Maria Magdalena Sander, (1882–1955). Neyer war Vater eines Adoptivsohns.

## Auszeichnungen
- Julius-Raab-Ehrenmedaille